# Spirama rubicunda
Spirama rubicunda là một loài bướm đêm trong họ Erebidae.